# Adam Lambert
Pour les articles homonymes, voir Lambert.
 (décembre 2009).
Si vous disposez d'ouvrages ou d'articles de référence ou si vous connaissez des sites web de qualité traitant du thème abordé ici, merci de compléter l'article en donnant les références utiles à sa vérifiabilité et en les liant à la section « Notes et références ».
Adam Lambert est un chanteur et acteur américain, né le 29 janvier 1982 à Indianapolis (Indiana). 
Découvert lors de la huitième saison de l'émission American Idol, son premier album studio, For Your Entertainment, sorti en 2009, s'est placé en 3e position du US Billboard 200 avec 198 000 exemplaires vendus dès la première semaine. Puis il a enchaîné avec une grande tournée mondiale, le Glam Nation Tour.
Pour son second album studio, Trespassing, Lambert a été à la fois producteur exécutif et principal auteur des paroles. Sorti en mai 2012, Trespassing a reçu d'excellentes critiques et est entré directement à la première place des ventes d'albums au US Billboard 200.
En parallèle à sa carrière solo, il se produit au sein du supergroupe Queen + Adam Lambert depuis 2011.

## Biographie
Adam Mitchel Lambert naît à Indianapolis. Sa famille déménage à Los Angeles lorsqu'il a un an. À l'école, Adam Lambert joue régulièrement dans des pièces de théâtre, des concerts ainsi qu’avec un groupe de jazz. Il poursuit ses études au lycée Carmel High School où il interprète une chanson lors de sa remise de diplôme.
Il apparaît à la télévision en 2006 dans une comédie musicale, The Ten Commandments : The Musical, où il joue le rôle de Joshua et interprète Is Anybody's Listening ?. En 2008, il obtient le premier rôle masculin (celui de Fiyero) dans Wicked (comédie musicale). Il saisit sa chance en passant, la même année, l'audition de l'émission télévisée American Idol (saison 8). Il se qualifie pour la finale mais perd face à Kris Allen. Cette expérience lui permet cependant de chanter notamment avec le groupe Queen et de signer un contrat avec le label Sony Entertainment, devenant l'un des rares artistes pop ouvertement gay à commencer sa carrière au sein d’un label majeur aux États-Unis..
Adam Lambert fait son coming out sur son homosexualité, révélant également qu'il a les cheveux roux au naturel et qu'il a pesé jusqu'à 110 kilos à son adolescence, attribuant ce poids excessif à un trouble alimentaire compensant son mal-être dû à son orientation sexuelle.[réf. nécessaire]
En 2009, il interprète la chanson du générique du film 2012  de Roland Emmerich, Time for Miracles. Son premier album, For Your Entertainment, sort en novembre 2009 aux États-Unis (en novembre 2010 en France).
Lors de sa participation aux American Music Awards, Adam Lambert embrasse sur la bouche son bassiste, ce qui lui vaut le boycott de la chaine ABC qui annule toutes les apparitions du jeune chanteur. Adam Lambert refuse de s'excuser et continue à faire des apparitions télévisées, ses chansons figurant toujours dans le Top 5 du Billboard.
Il est nommé aux Grammy Awards 2011 dans la catégorie Meilleure interprétation vocale masculine pop mais perd face à Bruno Mars.
Il se produit aux MTV Europe Music Awards 2011 à Belfast aux côtés du groupe Queen. Le 30 juin 2012, pour clore l'Euro 2012, Queen donne un concert de deux heures à Kiev en Ukraine, avec Adam Lambert en tant que chanteur en remplacement de Freddie Mercury. Ensemble, ils interprètent 25 titres, parmi les plus connus du répertoire du groupe. D'autres dates de concert sont annoncées, notamment à Londres, à l'occasion des Jeux olympiques d'été de 2012[réf. nécessaire].
Son deuxième album, Trespassing, sort le 15 mai 2012. La même année, il joue dans la série Pretty Little Liars et interprète deux chansons de son album dans l'épisode spécial Halloween (saison 3, épisode 13).
En 2013, il apparaît dans la saison 5 de Glee dans le rôle d'Elliot Gilbert alias «Starchild». Il rejoint le groupe musical formé par Kurt (Chris Colfer), Rachel (Lea Michele), Santana (Naya Rivera) et Dani (Demi Lovato) dans l'épisode 4, A Katy or a Gaga.
En 2014, Adam Lambert a effectué une nouvelle tournée avec le groupe Queen, en hommage à Freddie Mercury. 
En avril 2015, il sort le single Ghost Town, puis le 16 juin son 3e album studio, The Original High. Sur sa chaîne YouTube, il publie également 3 autres chansons extraites de cet album, Underground, Another Lonely Night et Evil in the Night.
En décembre 2016 paraît au Japon l'album Live in Japan enregistré lors de la tournée 2014 avec Queen.

### American Idol
Adam Lambert passe son audition à San Francisco en chantant Rock With You de Michael Jackson et Bohemian Rhapsody de Queen. 
Après chacun de ses passages, il reçoit des commentaires positifs de la part des juges Paula Abdul, Kara DioGuardi, Randy Jackson alors que Simon Cowell reste réticent, trouvant ses prestations trop «théâtrales». Il a tenu compte de cette critique dans les premières semaines en interprétant ses chansons dans une mise en scène épurée.
Il a très vite été qualifié de «rock star» par le jury, manifestement sensible à l'étendue de ses capacités vocales et scéniques, ainsi qu’à l’intelligence avec laquelle il choisit les tubes présentés et leur mise en scène. Le gagnant de la septième saison, le chanteur David Cook, a déclaré qu'Adam Lambert était son favori dans la compétition.
Outre son talent artistique, un autre enjeu a semblé (du moins sur Internet) tenir en haleine le public de l'émission : l'idole 2009 du public américain serait-elle gay ? Bien qu'Adam Lambert n'ait pas eu à «sortir du placard» («n'y étant jamais été enfermé», selon une des juges), le suspense a été entretenu tout au long de la saison.
| Semaine   | Thème                                                     | Titre                                          | Artiste original                                  | Ordre | Résultat  |
| --------- | --------------------------------------------------------- | ---------------------------------------------- | ------------------------------------------------- | ----- | --------- |
| Audition  | N/A                                                       | Bohemian Rhapsody                              | Queen                                             | N/A   | passe     |
| Hollywood | Premier solo                                              | What's Up                                      | 4 Non Blondes                                     | N/A   | passe     |
| Hollywood | En groupe                                                 | Some Kind of Wonderful                         | Soul Brothers Six                                 | N/A   | passe     |
| Hollywood | 2e solo                                                   | Believe                                        | Cher                                              | N/A   | passe     |
| Top 36    | Billboard Hot 100                                         | (I Can't Get No) Satisfaction                  | The Rolling Stones                                | 12    | passe     |
| Top 13    | Michael Jackson                                           | Black or White                                 | Michael Jackson                                   | 11    | passe     |
| Top 11    | Grand Ole Opry                                            | Ring of Fire                                   | Johnny Cash                                       | 5     | passe     |
| Top 10    | Motown                                                    | The Tracks of My Tears                         | The Miracles                                      | 8     | passe     |
| Top 9     | Top Downloads                                             | Play That Funky Music                          | Wild Cherry                                       | 8     | passe     |
| Top 8     | Year They Were Born                                       | Mad World                                      | Tears for Fears                                   | 8     | passe     |
| Top 7     | Cinéma                                                    | Born to Be Wild (Easy Rider)                   | Steppenwolf                                       | 3     | passe     |
| Top 7     | Disco                                                     | If I Can't Have You                            | Yvonne Elliman                                    | 5     | passe     |
| Top 5     | Rat Pack Standards                                        | Feeling Good                                   | Sammy Davis Jr.                                   | 5     | Bottom 2  |
| Top 4     | Rock and Roll                                             | Whole Lotta Love (avec Allison Iraheta)        | Led Zeppelin                                      | 1 6   | passe     |
| Top 3     | Judge's Choice (Simon Cowell) Contestant's Choice         | Cryin' One                                     | Aerosmith U2                                      | 3 6   | passe     |
| Top 2     | Contestant's Choice Simon Fuller's Choice Coronation Song | Mad World A Change Is Gonna Come No Boundaries | Tears for Fears Sam Cooke Kris Allen/Adam Lambert | 1 3 5 | Runner-up |

### Vie privée
Adam Lambert a été en couple avec Sauli Koskinen, vainqueur de la saison 3 de la version finlandaise de Big Brother de novembre 2010 à avril 2013. Il lui a dédié la chanson Outlaws of Love, extraite de son deuxième album.
Le 28 mars 2019, il officialise sa relation avec le mannequin Javi Costa Polo, auquel il dédie la chanson New Eyes, extraite de son quatrième album VELVET.

## Discographie

### Albums studio
- 2009 : For Your Entertainment
- 2012 : Trespassing
- 2015 : The Original High
- 2020 : Velvet
- 2023 : High Drama

### Compilations et Live
- 2011 : Glam Nation Live
- 2011 : Paramount Sessions (avec Steve Cooke)
- 2016 : Live in Japan (live avec Queen)
- 2020 : Live Around the World (album live avec Queen)

### Singles
- 2009 : No Boundaries
- 2009 : Time for Miracles
- 2009 : For Your Entertainment
- 2010 : Whataya Want from Me
- 2010 : If I Had You
- 2010 : Fever
- 2011 : Sleepwalker
- 2011 : Aftermath
- 2011 - 2012 : Outlaws of Love[11] (extrait de son deuxième album, dévoilé lors du festival de Sainte Agathe en feux, en juillet 2011, au Québec[12]).
- 2012 : Better Than I Know Myself
- 2012 : Never Close Our Eyes[13]
- 2012 : Trespassing
- 2012 : Cuckoo
- 2015 : Ghost Town
- 2015 : Another Lonely Night
- 2016 : Welcome to the Show
- 2017 : Two Fux (en)
- 2019 : Feel something
- 2019 : New Eyes

### Clips vidéos
- 2009 :
  - Time for Miracles, réalisé par Wayne Isham[14]
  - For Your Entertainment, réalisé par Ray Kay[15]
- 2010 :
  - Whataya Want from Me, réalisé par Diane Martel[16]
  - If I Had You, réalisé par Bryan Barber[17]
- 2012 :
  - Better Than I Know Myself, réalisé par Ray Kay
  -  Never Close Our Eyes, réalisé par Dori Oskowitz
- 2015 : 
  - Ghost Town, réalisé par Hype Williams[18]
  - Another Lonely Night, réalisé par Luke Gilford

## Filmographie

### Film
- 2018 : Bohemian Rhapsody : le chauffeur de camion

### Télévision
- 2012 : Pretty Little Liars : Lui-même (1 épisode)
- 2013 - 2014 : Glee : Elliot « Starchild » Gilbert
- 2016 : The Rocky Horror Picture Show: Let's Do the Time Warp Again : Eddie (téléfilm)

### Doublage
- 2019 : Playmobil, le film de Lino DiSalvo : l'Empereur Maximus

## Anecdotes
- Adam a l'Œil oudjat, le signe de l'infini, tatoué sur le bras droit (et provenant d'une peinture de Hans Haveron Sepia Secret), une phrase en latin (Musica Delenit Bestiam Feram) et le mot OOFTA sur la main (ainsi que sur la main de Sauli Koskinen, son ex-petit ami)[réf. souhaitée].
- Adam Lambert sort un album remix en 2010 intitulé For Your Entertainment remix qui inclut 3 remixes de son single Whataya Want from Me, deux remixes de son single For Your Entertainment et une chanson qui ne se trouve pas sur son album For Your Entertainment intitulée « Voodoo ».
- En 2010, il sort la version deluxe de son album For Your Entertainment incluant d'autres chansons qui ne se sont pas incluses dans son album à sa sortie ; Master Plan, Down the Rabbit Hole, Voodoo, Can't Let You Go, ainsi qu'un remix de la chanson For Your Entertainment avec Brad Walst.
- Le 18 novembre 2010, Adam a donné son premier concert en France sur la scène du Trabendo (Paris) dans le cadre de sa tournée intitulée The Glam Nation Tour.
- Son single Whataya Want from Me a été repris par l'acteur et chanteur ukrainien Kirill Turichenko à The Voice Ukraine.
- Il est revenu en France pour la deuxième fois sur la scène du Zénith de Paris le 26 janvier 2015 aux côtés du groupe Queen, dans le cadre de leur tournée européenne.
- La chanson Soaked a été originellement composée par Matthew Bellamy, leader du groupe Muse, à l'intention du chanteur.